# 調布市立飛田給小学校
調布市立飛田給小学校（ちょうふしりつ とびたきゅうしょうがっこう）は東京都調布市にある公立小学校。2010年4月時点の生徒数は469人。職員数は42人。

## 教育目標
- じょうぶな体
- 思いやりの心
- 考える力
- やりぬく力

## 沿革
- 1975年4月 - 調布市立第三小学校より分離し、開校。
- 1976年1月 - 校章・校歌制定。

## 学校行事
- ゆずりは祭り
  - 毎年6月に行われる。開催日には各クラスが手作りの御神輿を持って近所の老人ホーム、機動隊などを訪問する
  - 2021年から「ゆずりは集会」という名称に変更。
- 学芸会（学習発表会）
  - 当初は学芸会という名称だったが、2000年代初頭に学習発表会という名称になった。さらにその後2008年度に名称が学芸会に戻された。が、さらにその後名称が学習発表会に戻された。
- 多摩川マラソン大会
  - 近所にある多摩川を使用して高学年は4km、中学年は2kmを走る。

## クラブ活動
2021年度時点のクラブ。
- 文化クラブ
  - タブレットクラブ
  - 科学クラブ
  - かるたクラブ
  - イラストクラブ
  - 手話クラブ
- 運動クラブ
  - サッカークラブ
  - 鬼遊びクラブ
  - バドミントンクラブ
  - 体操クラブ

## 委員会活動
2021年度の委員会。
- 代表委員会
- 放送委員会
- 環境委員会
- 給食委員会
- 集会委員会
- 保健委員会
- 図書委員会
- 運動委員会

## 校歌・校章
- 校歌
  - 作詞・小海永二、作曲・中田喜直。
- 校章
  - 飛田給小学校のイメージシンボルであるゆずり葉をかたどったもの。

## その他
- ゆずりは音頭
  - 学校独自の踊りで、運動会やゆずりは祭りの時に必ず踊る。
  - 卒業生は全員踊れるので、運動会の時に応援に来ているOB・OGを先生が客席から引っ張り出して一緒に踊る事が恒例となっている。
    - なお、その対象になるのは何故か中学生が多い。
- 水が不味いと児童たちの間で言われていたが、2009年（平成21年）に上水道工事が行われ水質が改善された。しかし今でも水が不味いという声は根強く、工事後に行われたアンケートではやはり「水が不味い」という声が目立つ。
- 東京都水道局が行っている水道キャラバンが年に1度学校を訪問し、4年生が水道水に関する話を聞く。
- 保護者・PTA・教師・児童が一体となって行う「あいさつ運動」は学校の特色でもあり、毎朝校門前に一列に並んで「おはようございます」の声かけをする姿が見られる。
- 校舎が特殊な形状をしており、具体的には六角形にT字をくっつけたような形をしている。また、校庭とは反対側に昇降口がある。
- 図書室が多い。通常の図書室・学習室（2010年度から少人数算数学習室も兼用）・絵本の部屋（ユーフォールームも兼用）が存在する。
- 5年生移動教室は八ヶ岳青少年自然の家、6年生は2019年度から日光へ修学旅行に行く。
- 毎年行われる「6年生を送る会」および「卒業を祝う会」では、卒業生が学校オリジナルの法被を着て南中ソーランを踊る事が恒例となっている。

## 所在地
- 東京都調布市飛田給3-29-1

## 交通アクセス
- 京王線 飛田給駅・西調布駅より徒歩で各15分
- 飛田給駅北口、調布駅南口、車返団地折返場からのバスに乗車し、「飛田給小学校」下車。